# 天心派
天心派是道教的一个派别，系正一派的一个分支。以北宋时的饶洞天为始祖。侧重于符箓，有三光符、黑煞符和天罡大圣符，一时影响颇大，水浒传中公孙胜便是天心派道士。
按照天心派的法典记载，北宋淳化五年（994年），饶洞天掘地而得天心法箓，后又拜谭紫霄为师，方始创派。元朝有彭元泰传天心地司法，成为天心派另一支。